# 苟好善
苟好善（？—1639年），字若诚，号海来，陝西醴泉縣（今禮泉縣）人。明末政治人物。天啟進士，官至山東濟南府知府。崇禎十一年冬，清軍經居庸關入華北，苟好善偕同布政使張秉文、巡按御史宋學朱等防守空城濟南，城破殉國。

## 生平
天啓五年（1625年）乙丑科進士，歷官湖廣道監察御史，遷濟南府知府。崇禎十一年冬，清兵破居庸關南下，楊嗣昌檄巡撫顏繼祖移師德州，督軍高起潛擁兵臨清不救。布政使張秉文、巡按御史宋學朱、副使周之訓、翁鴻業，參議鄧謙，鹽運使唐世熊等率殘兵守城。不久，城陷，周之訓、宋學朱、苟好善、濟南同知陳虞胤、通判熊烈獻、歷城知縣韓承宣皆殉國。